# CFEL-FM
CFEL-FM, mieux connu sous le nom de BLVD 102.1, est une station de radio québécoise située à Lévis diffusant à la fréquence 102,1 MHz sur la bande FM appartenant à Leclerc Communication. Elle diffuse actuellement une programmation rock moderne et alternative.
La station utilise une antenne directionnelle d'une puissance de 26 500 watts avec une PAR de 78 000 watts. Ses studios sont situés au 815 boulevard Lebourgneuf, dans la ville de Québec.

## Historique

### Création et débuts de CFEL
Radio Montminy Inc. obtient sa licence du CRTC en décembre 1986 pour desservir la ville de Montmagny, dans la région de Chaudière-Appalaches, afin de remplacer la station CKBM (AM) ayant fait faillite en 1984. Après quelques retards techniques, la station entre en ondes le 14 juin 1987.
Elle fut rachetée le 10 juin 1991 par Power Broadcasting. Le 24 mars 2000, Corus Entertainment acheta Power Broadcasting. Le 10 août 2006, CFEL-FM a obtenu la permission de déplacer son antenne à L'Ange-Gardien et d'augmenter sa puissance de 8 740 à 25 700 watts dans le but de servir le secteur de Lévis. Le 3 octobre 2008, CFEL-FM a obtenu la permission de déplacer son antenne sur un site dans la ville de Québec et la puissance fut réduite à 26 500 watts.

### CKOI 102.1
Le 6 novembre 2009, CFEL-FM devient 102,1 CKOI Québec et adopta le logo et identifications audio de la station CKOI-FM à Montréal (bien que ses lettres d'appels demeurent légalement CFEL-FM), formant un nouveau réseau avec CKOY-FM situé à Sherbrooke en Estrie.
Le 30 avril 2010, Cogeco a annoncé l'achat des stations de Corus Québec pour 80$ millions, qui fut approuvée le 17 décembre 2010 par le CRTC et CFEL devra être vendue dans les 12 prochains mois. Cogeco prend contrôle de CFEL-FM ainsi que des stations de radio de Corus Québec le 1er février 2011.
Le 9 novembre 2011, la famille Leclerc a annoncé son intention de faire l'acquisition de CJEC-FM ainsi que CFEL. La transaction a été complétée le 30 novembre.
Le 15 août 2015, Leclerc Communication annonce l'abandon de l'affiliation CKOI. Le 17 août, la station est entrée dans une phase de transition.

### BLVD 102.1
Le 2 septembre 2015 à 18 h, le 102.1 FM Québec devient BLVD 102.1 avec l'ajout d'une émission matinale parlée. Une toute nouvelle radio conçue à Québec par Leclerc Communication, le seul radiodiffuseur appartenant 100 % à des intérêts locaux dans la région de Québec.
L'émission matinale devient parlée avec l'embauche de l'animateur Stéphane Gasse dans « Québec aujourd’hui », une émission axée sur l'actualité du jour qui propose plusieurs chroniqueurs reconnus, des débats d’idées et des entrevues avec les principaux acteurs de la scène culturelle, sociale, sportive et politique du Québec. Dès 9 h, BLVD 102.1 diffuse une programmation entièrement musicale avec un catalogue composé des plus grands succès des années 1975 à aujourd'hui.
Sa station sœur est WKND 91.9.
Le 4 août 2016, la station annonce officiellement l'arrivée de l'ancienne vice-Première Ministre du Québec et animatrice de radio Nathalie Normandeau dans sa programmation dès le 6 septembre 2016 ainsi que l'arrivée d'André Arthur, le roi de la radio.
En 2018, CFEL-FM passe d'un format Top 40 à rock.
Le 30 août 2021, Boulevard présente sa nouvelle programmation, avec l'annonce de l'acquisition de l'animateur Denis Gravel, qui quitte CHOI-FM après 24 années de loyaux services, pour se joindre à l'équipe avec sa complice Veronique Bergeron. Ils continueront Gravel dans le retour de 14 h à 18 h. Denis animera également une émission musicale de 11 h 30 à 13 h.

### Identité visuelle (logo)

Logo Emotion Rock
Logo CKOI 2009-2012
Logo CKOI 2012-2015
Logo BLVD 102,1 2015-2018
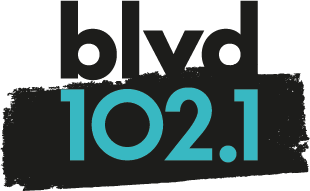
Logo 2018 à Aujourd'hui